# Шампалимо, Антониу
Антониу де Соммер Шампалимо (19 марта 1918 — 8 мая 2004) — португальский предприниматель, финансист и меценат, бывший на момент смерти богатейшим человеком в Португалии.
Основой его богатства стали страхование, банковское дело и производство цемента. После Революции гвоздик в 1974 году вся финансово-промышленная группа Шампалимо была национализирована, а сам он отправился в изгнание в Бразилию, где прожил семь лет, после чего вернулся на родину и восстановил свой бизнес.

## Семья
Антониу де Соммер Шампалимо родился в знатной семье франко-германского происхождения из Алту-Дору: его предки по отцу (сеньоры Champalimaud de Nussane) переселились в Португалию из Франции, а предки по матери (бароны von Sommer) из Германии во время гражданской войны в Португалии начала XIX века.
В 1941 году он женился на Марии Кристине да Силва Жозе де Мело, девушке из знатной и богатой семьи, чей отец был главой химической корпорации Grupo CUF. Брак, в котором родилось семеро детей, распался в 1957 году, после того как Шампалимо начал конкурировать с братьями своей жены в сфере страхования и банковского дела.

## Бизнес
Хотя Шампалимо начал изучать химию в Лиссабонском университете, окончить обучение ему не довелось, так как в возрасте 19 лет, после смерти отца, пришлось встать во главе семейного строительного предприятия. Позже, в возрасте 28 лет, он унаследовал от брата своего отца крупный бизнес по производству цемента «Empresa de Cimentos de Leiria». Шампалимо существенно расширил эту компанию и к 1946 году достиг в Португалии положения, близкого к монопольному. Также он открыл производство цемента в португальских колониях — Анголе и Мозамбике.
В начале 1960-х купил банк «Banco Pinto & Sotto Mayor» и страховые компании «Confiança», «Mundial» и «Continental Resseguros». В 1969 году ему пришлось бежать в Мексику, чтобы избежать ареста по делу о наследовании акций компании его дяди. На родину он смог вернуться только после отмены ордера в 1973 году.
В 1975 году, через год после Революции гвоздик, его компании были национализированы революционным правительством. Он эмигрировал сначала во Францию, а потом в Бразилию, где ему всё пришлось начинать с нуля. В 1992 году вернулся на родину и начал выкупать свои прежние компании обратно.
Под конец жизни продал свою группу испанскому банку Santander.

## Благотворительность
Шампалимо завещал 500 миллионов евро на основание фонда его имени, занимающегося биомедицинскими исследованиями.
Также фонд ежегодно вручает премию в размере 1 миллиона евро за выдающиеся исследования в области офтальмологии, так как в конце жизни потерял зрение.